# Clorofilla dal cielo blu
Clorofilla dal cielo blu è una serie animata italo svizzera adattata dall'omonimo libro per i più piccoli di Bianca Pitzorno. La storia è incentrata su Milano e Venezia e sulle avventure di due ragazzini che conoscono una bambina pianta, Clorofilla. È stato uno dei primi cartoni animati con a tema l'ambiente.

## Tema
Michele e Francesca vengono mandati per qualche giorno a casa di uno zio che non conoscono. Si tratta di un famoso e bizzarro botanico, il signor Eramus. Clorofilla invece, è una bambina pianta extraterrestre, atterrata sulla terra a causa di un guasto della sua astronave.
I genitori di Clorofilla dovranno riparare l'astronave e nel frattempo affidano Clorofilla al professor Erasmus.
A causa dell'inquinamento atmosferico Clorofilla rischia di morire e il professor Erasmus per salvarla inventa il verde plasma, un siero miracoloso che fortifica le piante e aiuta Clorofilla a resistere fino all'arrivo dei genitori. Tra fiaba e fantascienza, la serie d'animazione viene prodotta da RSI e distribuita da Raiuno per l'Italia.
Le ambientazioni della serie furono girate in una Milano ormai invasa dallo smog e dal cemento, e a Venezia, dove i fumi delle ciminiere ricadono sotto forma di piogge acide e corrodono piante e monumenti.

## Animazioni e scenografie

i personaggi dell'animazione di Clorofilla dal cielo blu

La serie animata fu diretta da Victor J. Tognola, titolare anche delle case di produzione Frama film e Blu Lions film di Lugano, e con i testi di Bianca Pitzorno.
I disegni furono realizzati da Adelchi Galloni, che illustrò nelle scenografie una Milano suggestiva e realistica, disegnando i suoi monumenti più conosciuti e ispirandosi agli aspetti più liberty della architettura milanese. L'ambientazione nel corso delle puntate passa anche per Venezia e anche qui il disegnatore Adelchi Galloni illustrò nelle scenografie i posti e i monumenti più conosciuti della città.
L'animazione della serie venne interamente fatta a mano e sfrutta le potenzialità della ripetizione delle sequenze di immagini, per creare familiarità con i personaggi e le situazioni. Le animazioni del cartone animato furono affidate allo Studio Zeta di Milano.